# 香南市
香南市（こうなんし）は、高知県東部にある市。南は土佐湾に面する。

## 地理

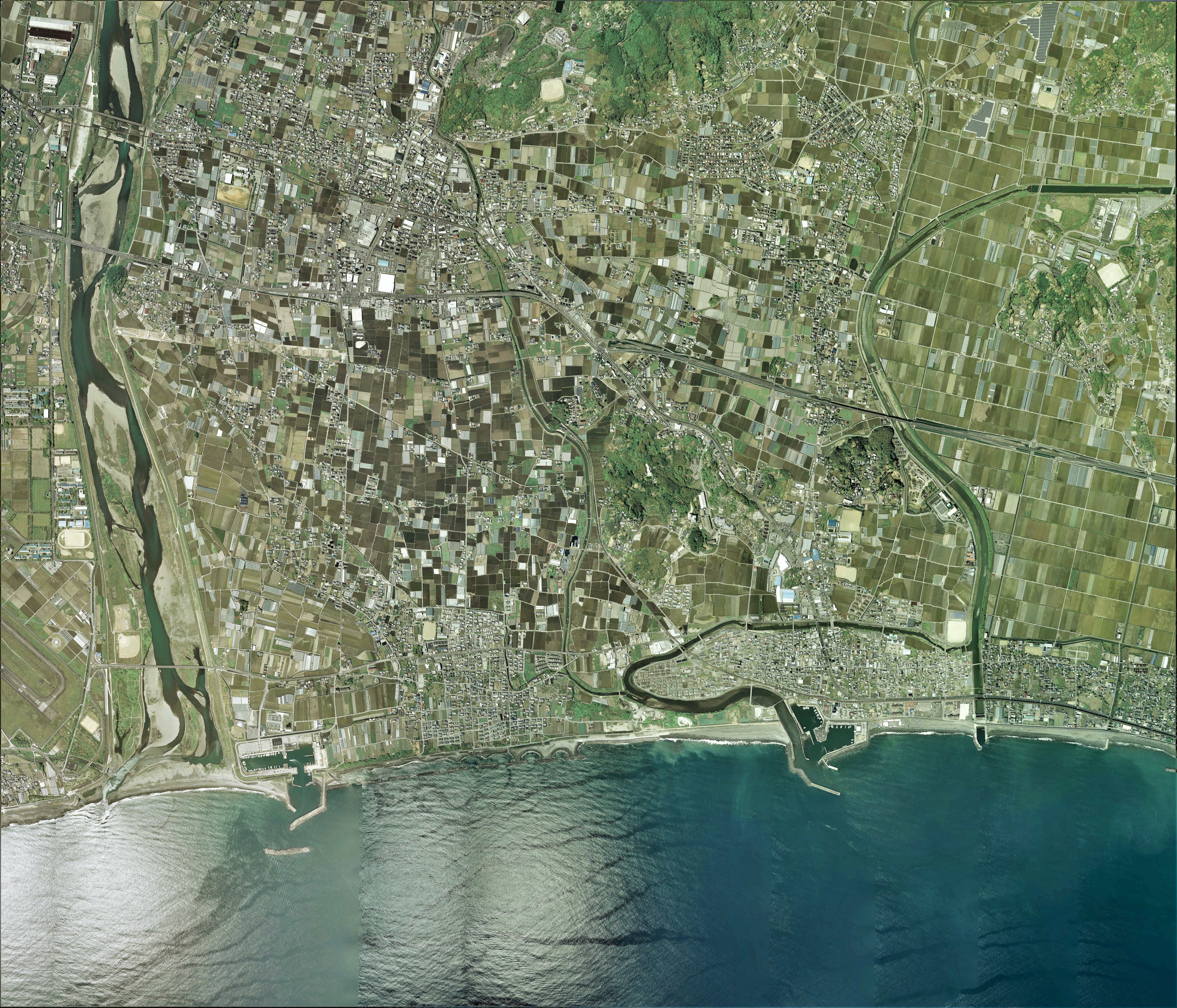
香南市主要部周辺の空中写真。
2017年4月30日撮影の10枚を合成作成。。

北部は四国山地の一部で標高が300～600メートルあり、南に下るにつれ里山、高知平野と低くなる。南側は、土佐湾中央部の高知海岸の、物部川河口以東を占め、海水浴場として住吉海水浴場と、夜須川河口近くに「ヤ・シィパーク」がある。
今後発生が予見されている南海トラフ巨大地震の際には、市内の海岸に最大13mの津波が到達することが予想されている。

### 主な山
- 秋葉山（香美市と跨る）
- 熊王山
- 金剛山
- 聞楽山

### 主な河川
- 物部川
- 香宗川
- 夜須川

### 隣接する自治体
高知県
- 安芸市
- 南国市
- 香美市
- 安芸郡芸西村

### 人口
| |                                        |  |
| 香南市と全国の年齢別人口分布（2005年） | 香南市の年齢・男女別人口分布（2005年） |  |
| ■紫色 ― 香南市 ■緑色 ― 日本全国 | ■青色 ― 男性 ■赤色 ― 女性              |  |
| 香南市（に相当する地域）の人口の推移 \| 1970年（昭和45年） \| 26,570人 \| \| \| 1975年（昭和50年） \| 26,649人 \| \| \| 1980年（昭和55年） \| 28,493人 \| \| \| 1985年（昭和60年） \| 30,272人 \| \| \| 1990年（平成2年） \| 30,664人 \| \| \| 1995年（平成7年） \| 31,481人 \| \| \| 2000年（平成12年） \| 32,659人 \| \| \| 2005年（平成17年） \| 33,541人 \| \| \| 2010年（平成22年） \| 33,830人 \| \| \| 2015年（平成27年） \| 32,961人 \| \| \| 2020年（令和2年） \| 32,207人 \| \| |                                        |  |
| 総務省統計局 国勢調査より |                                        |  |
| 1970年（昭和45年） | 26,570人                               |  |
| 1975年（昭和50年） | 26,649人                               |  |
| 1980年（昭和55年） | 28,493人                               |  |
| 1985年（昭和60年） | 30,272人                               |  |
| 1990年（平成2年） | 30,664人                               |  |
| 1995年（平成7年） | 31,481人                               |  |
| 2000年（平成12年） | 32,659人                               |  |
| 2005年（平成17年） | 33,541人                               |  |
| 2010年（平成22年） | 33,830人                               |  |
| 2015年（平成27年） | 32,961人                               |  |
| 2020年（令和2年） | 32,207人                               |  |

2010年の国勢調査では、高知県内の市町村で唯一人口が増加した。2015年の国勢調査では0.87%の減少となり、高知県第2位（1位は高知市で0.68%の減少）の人口減少率の低さを記録した。
高知県内では高知市、南国市、四万十市に次ぐ高知県内で第4位の人口となっていたが、近年四万十市の方が人口減少が激しいため、繰り上がって3位になっている。

## 歴史

### 沿革
2006年（平成18年）3月1日、香美郡の赤岡町、香我美町、野市町、夜須町、吉川村が対等合併して誕生した。市名の由来は市域が旧香美郡南部を占めていることによる。なお、隣接している香美市も同時に誕生したため、香美郡は消滅した。

### 主な出来事
- 江戸時代 - 土佐藩領で、市東部にある手結港（ていこう）は1653年（承応2年）、藩政改革を進めた野中兼山による日本初の堀込式港湾として開発された[4]。
- 2021年（令和3年） - 市営住宅解体工事をめぐり関係者が官製談合防止法違反などの疑いで逮捕される[5]。
- 2024年（令和6年）8月8日 - 南海トラフ地震に関連する情報が初めて発出。海水浴場などで警戒態勢が敷かれた。同年8月15日、解除[6]。

## 行政
| 代   | 氏名     | 就任日        | 退任日         | 備考                 |
| ---- | -------- | ------------- | -------------- | -------------------- |
| 初代 | 仙頭義寛 | 2006年4月16日 | 2012年6月1日   | 旧・野市町長。辞職。 |
| 2代  | 清藤真司 | 2012年7月15日 | 2021年12月22日 | 旧・夜須町長。辞職。 |
| 3代  | 濱田豪太 | 2022年1月30日 | 現職           |                      |

## 施設

### 警察
- 南国警察署香南警察庁舎（本署は南国市）

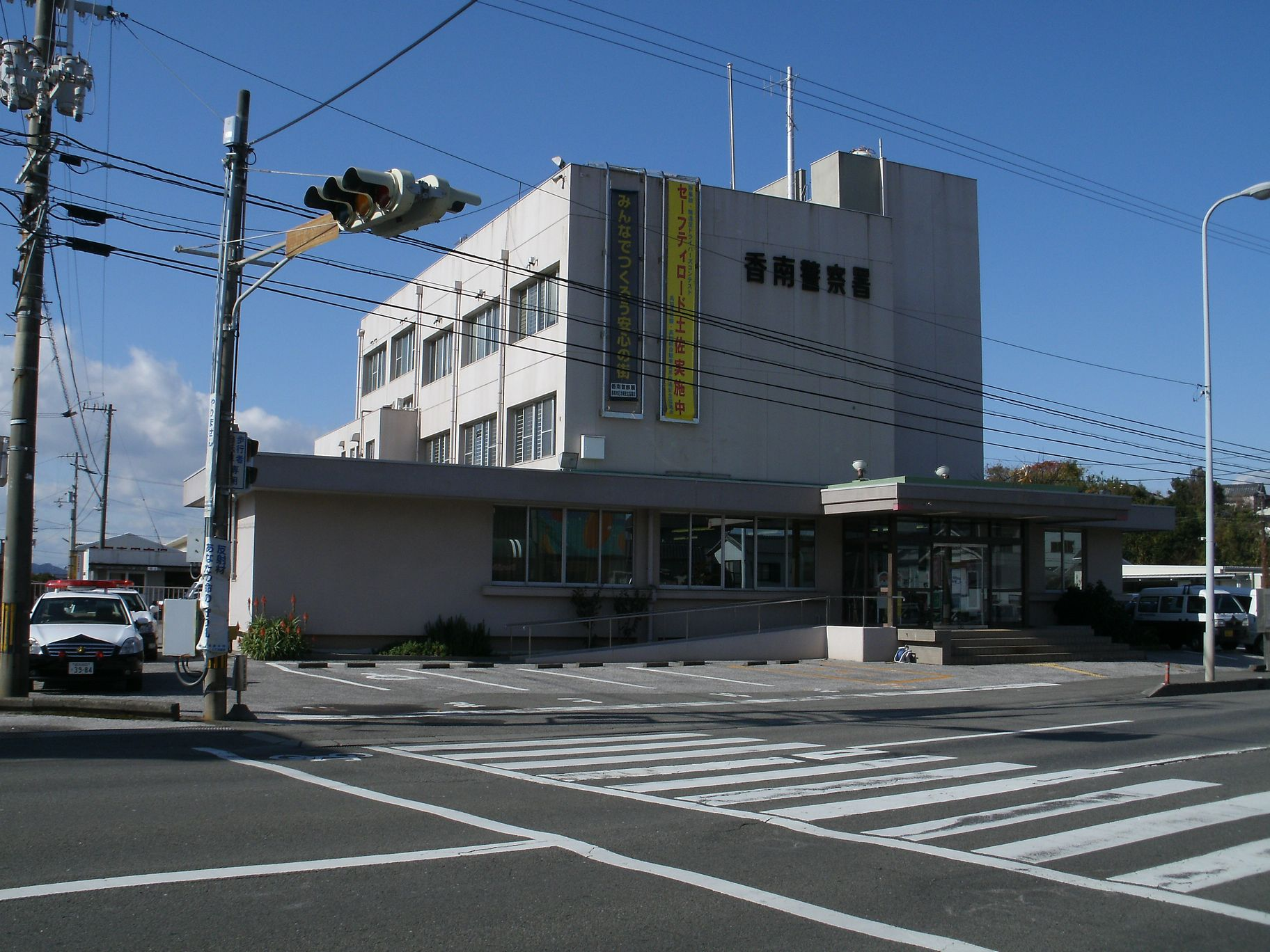
南国警察署香南警察庁舎

駐在所
- 夜須駐在所（香南市夜須町千切537番地7）
- 下分駐在所（香南市香我美町下分663番地1）
- 吉川駐在所（香南市吉川町吉原108番地9）
- のいち駐在所（香南市野市町西野2072番地4）

### 消防
- 香南市消防本部
  - 香南市消防署

### 医療
主な病院
- 野市中央病院

### 図書館
主な図書館
- 香南市立香我美図書館

### 郵便局
主な郵便局

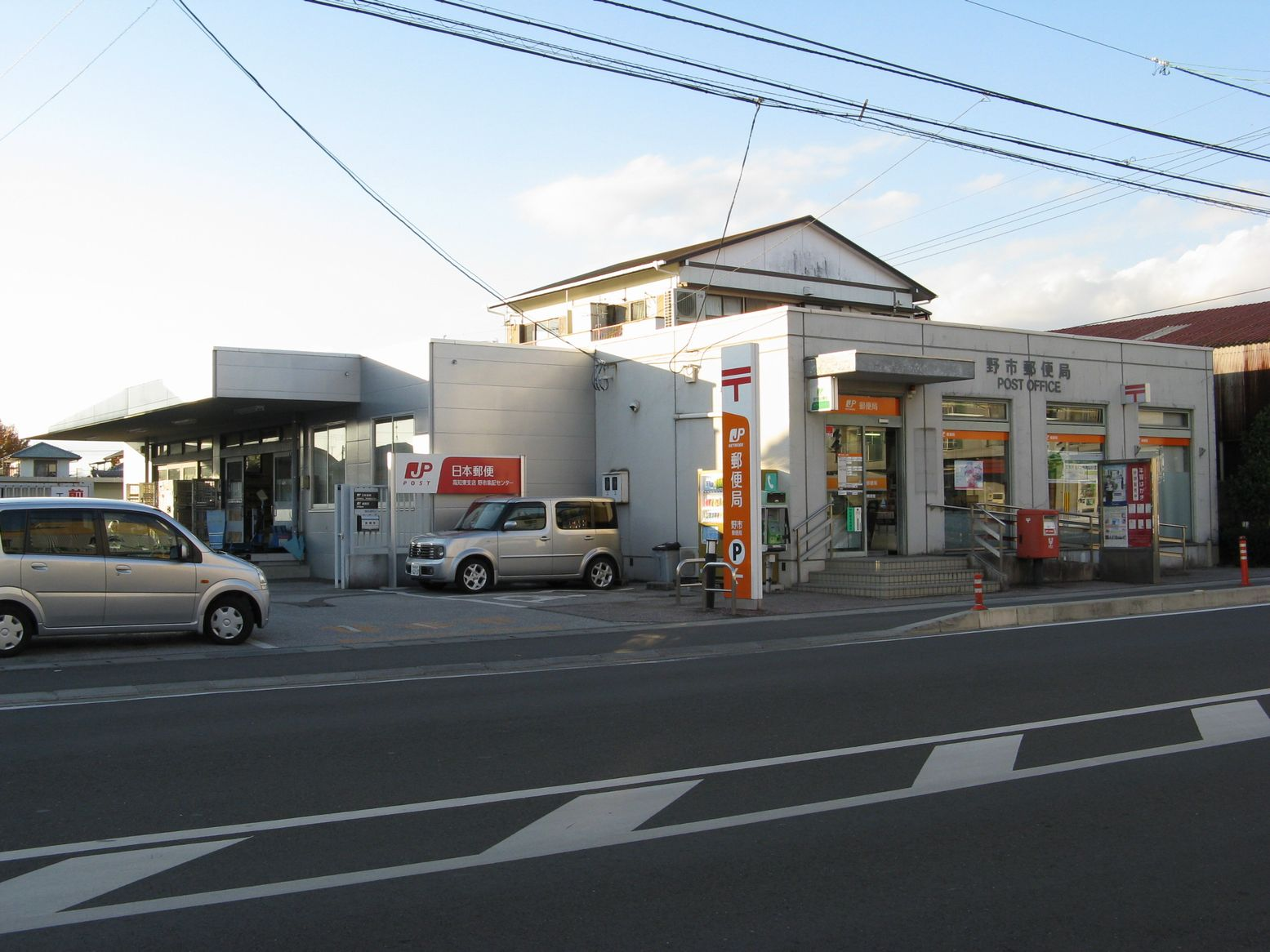
野市郵便局
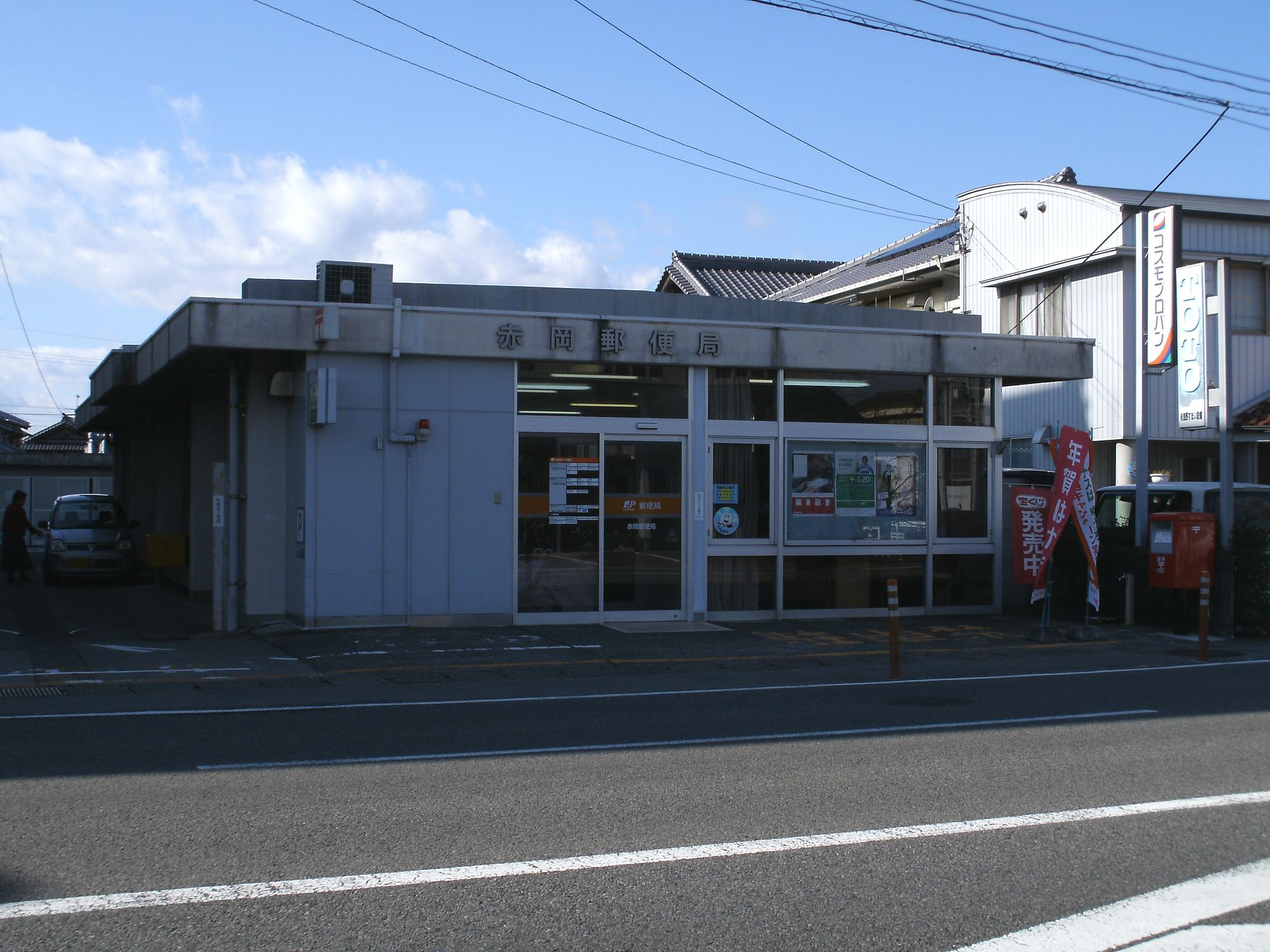
赤岡郵便局
- 夜須郵便局

- 野市郵便局
- 赤岡郵便局

### 運動
体育館
- 香南市野市総合体育館

競艇
- ボートピア土佐

ゴルフ
- 土佐カントリークラブ

## 国家機関

### 防衛省
- 陸上自衛隊高知駐屯地 - 第50普通科連隊

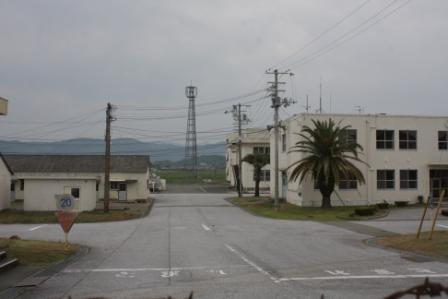
高知駐屯地

## 経済

### 特産品
主な特産品
- ニラ
- 山北みかん
- シイラ（シイラ漬漁業による）

### 商業
主な商業施設
- コメリ野市店
- フジグラン野市
- マツヤデンキのいち店
- マルナカ野市店

### 市内に本社を置く企業
- 香南施設農業協同組合
- 大三

## 教育
香南市では、「香南市奨学資金貸与条例」という奨学金制度がある。

### 高等学校
県立
- 高知県立城山高等学校

### 中学校
市立
- 香南市立赤岡中学校
- 香南市立香我美中学校
- 香南市立野市中学校
- 香南市立夜須中学校

### 小学校
市立
- 香南市立赤岡小学校
- 香南市立香我美小学校
- 香南市立野市小学校
- 香南市立野市東小学校
- 香南市立佐古小学校
- 香南市立夜須小学校
- 香南市立吉川小学校

#### 香南市発足後に廃校となった学校
- 香南市立岸本小学校

### その他の教育施設
- 東部自動車学校
- 四国職業能力開発大学校附属高知職業能力開発短期大学校（職業能力開発促進法に基づく職業能力開発短期大学校）

## 交通

### 空港
- 高知空港（南国市、最寄の空港）

### 鉄道
土佐くろしお鉄道ごめん・なはり線が市域を東西に結ぶ。西から順に下記の各駅があり、市役所などの最寄りで、西隣の南国市内にある高知空港にも近い中心駅はのいち駅である。
- のいち駅 - よしかわ駅 - あかおか駅 - 香我美駅 - 夜須駅

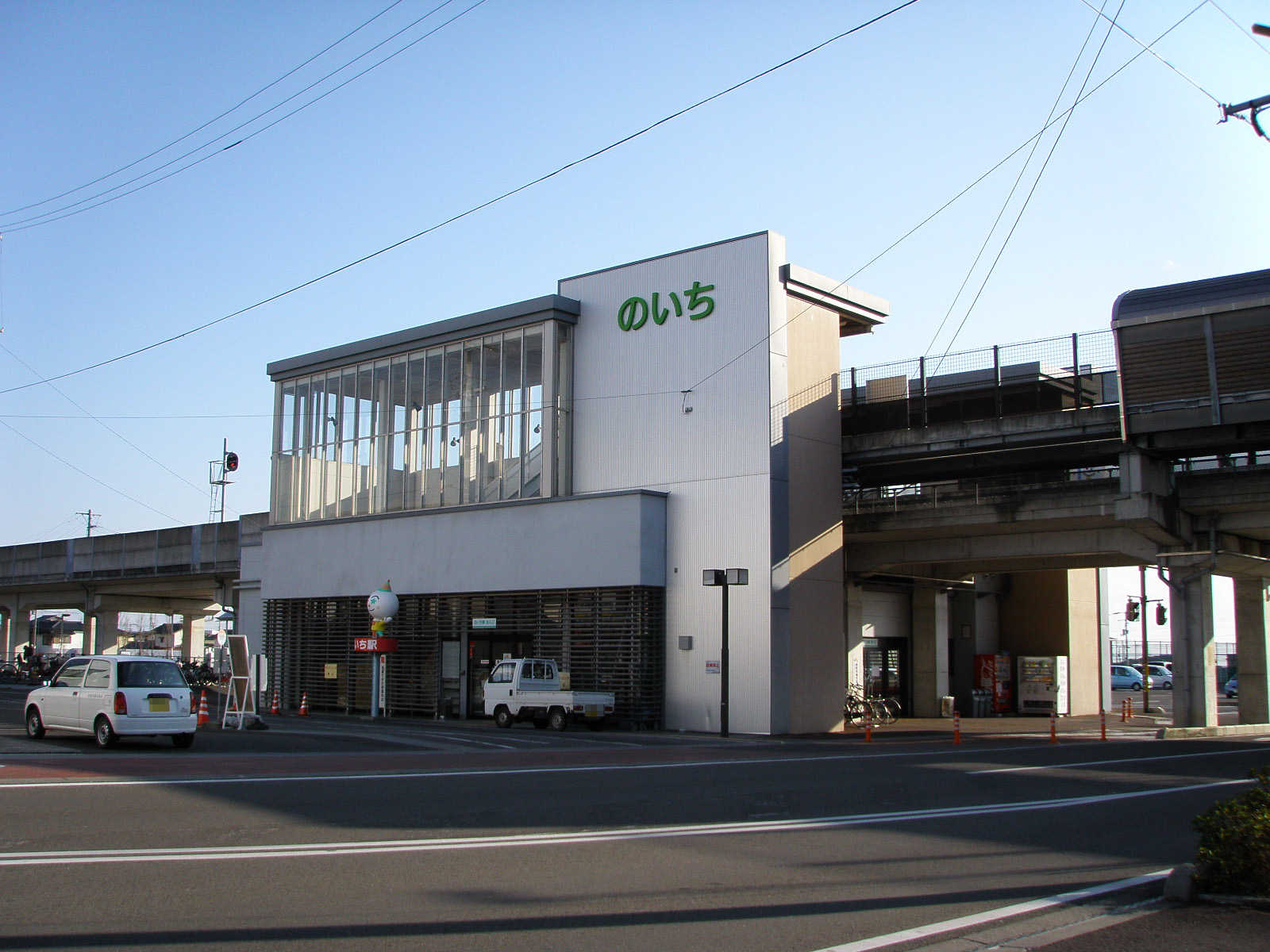
のいち駅

### 港湾
- 手結港 - 日本最古の掘込港[4]。石積みの護岸など歴史的価値と景観を、漁港の機能と両立させるため跳ね上げ式で2002年に架けられた手結港可動橋が有名[8]。

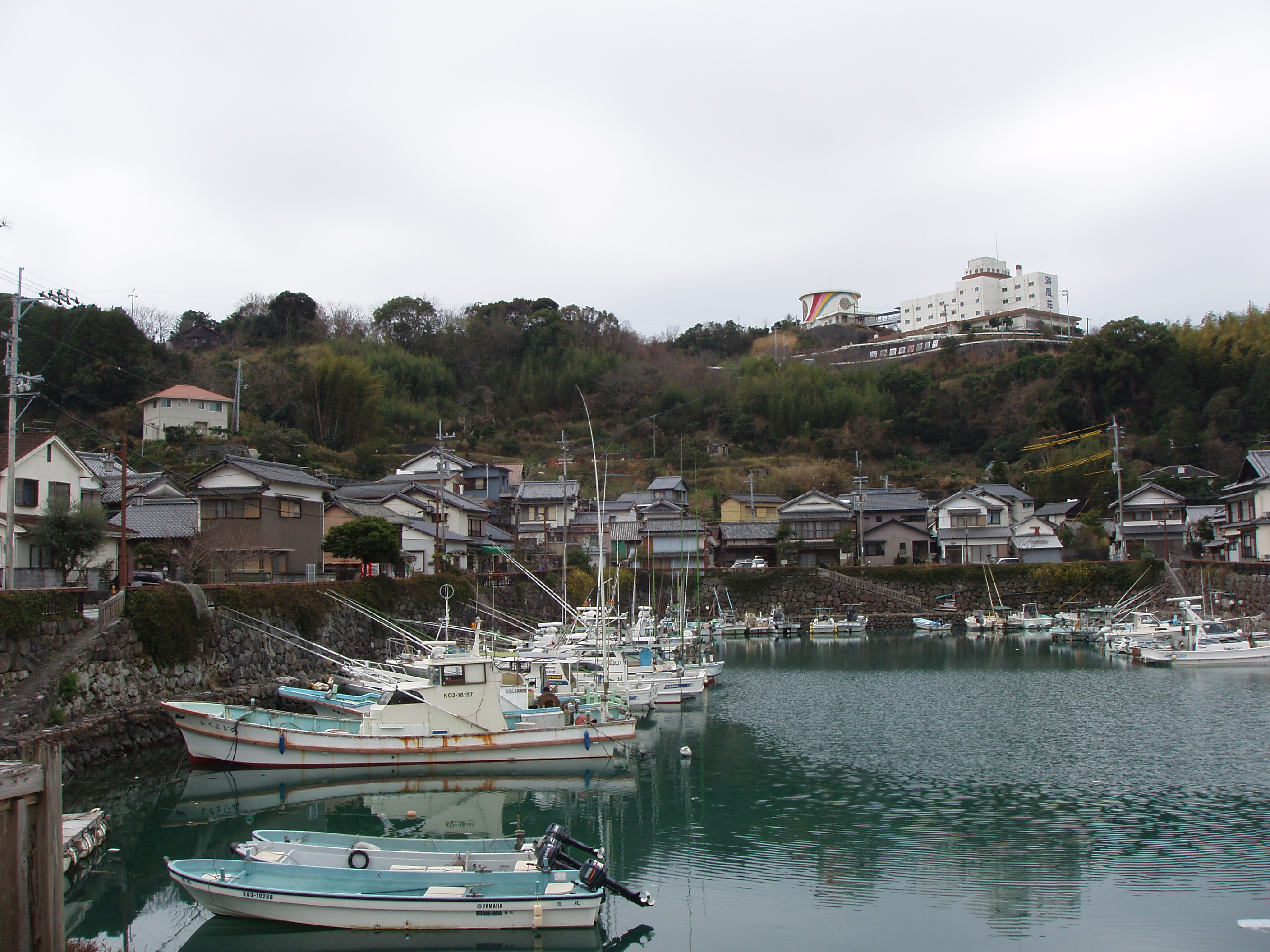
手結港
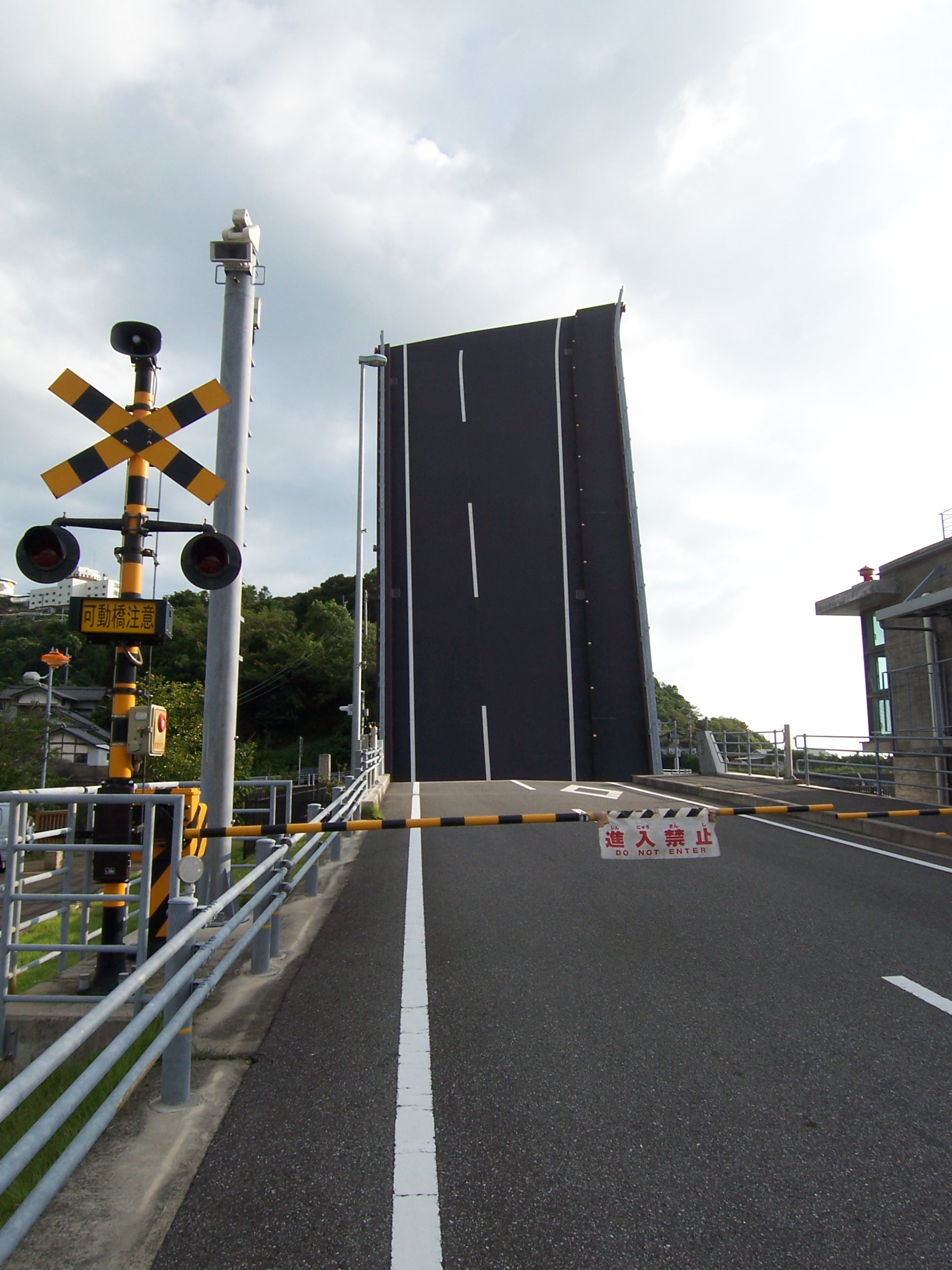
手結港可動橋

### 道路
自動車専用道路
- 高知東部自動車道（南国安芸道路）:（南国市） - 香南のいちIC - 香南かがみIC - 香南やすIC - （安芸郡芸西村）

一般国道
- 国道55号（沿道に道の駅やすが所在する）

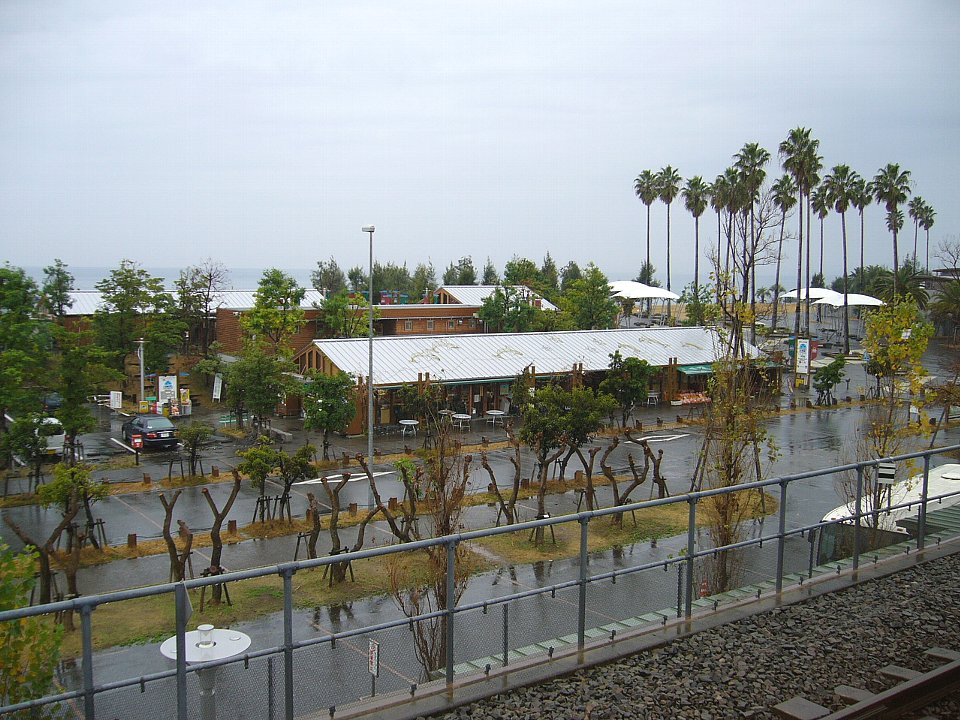
道の駅やす

### バス
路線バス
- とさでん交通
- 高知東部交通
- 香南市営バス[9]（東川・西川線、循環線、学校線、夜須・野市線、羽尾・住吉線、細川・住吉線。なお、路線は土佐電気鉄道より移管）

## 観光

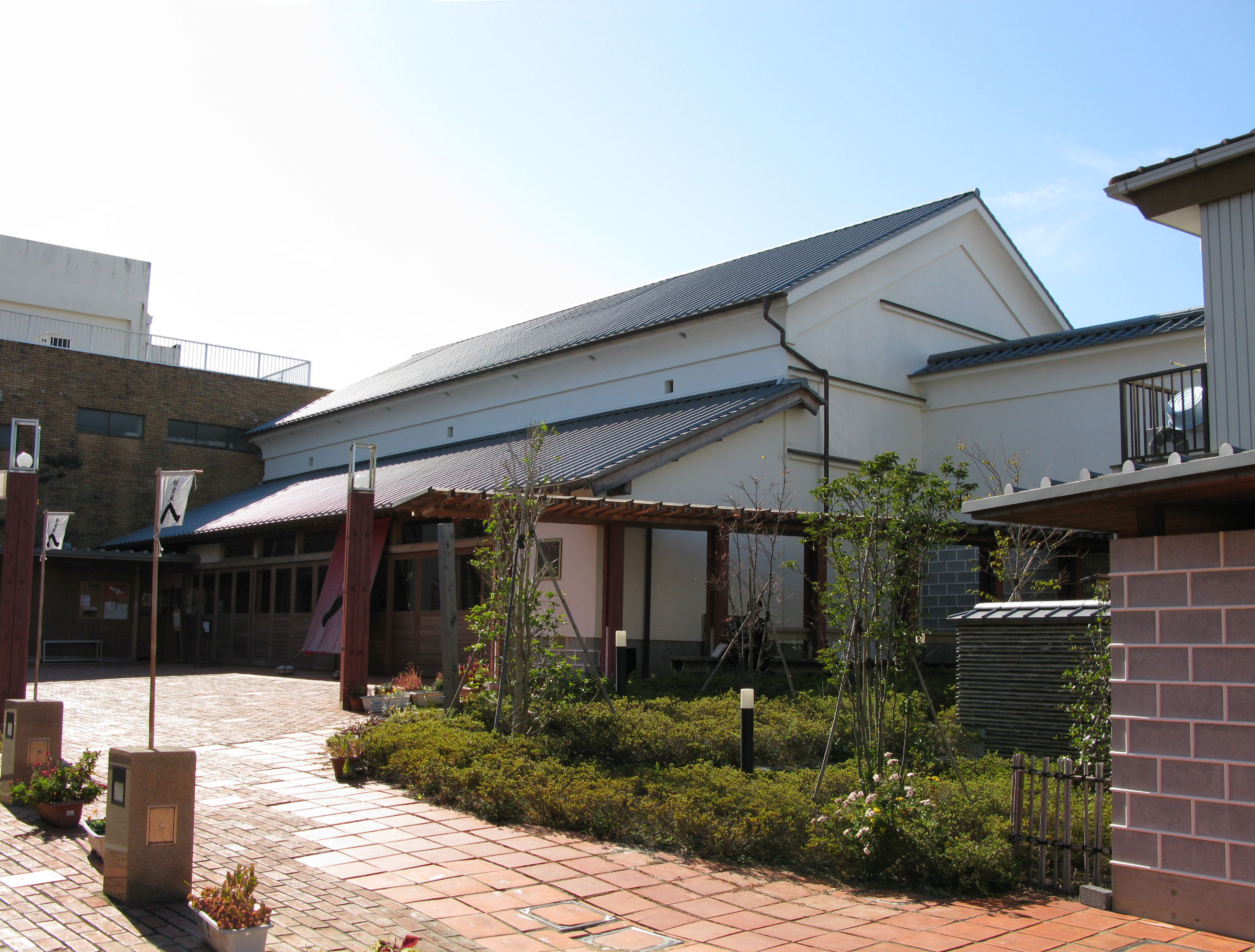
絵金蔵
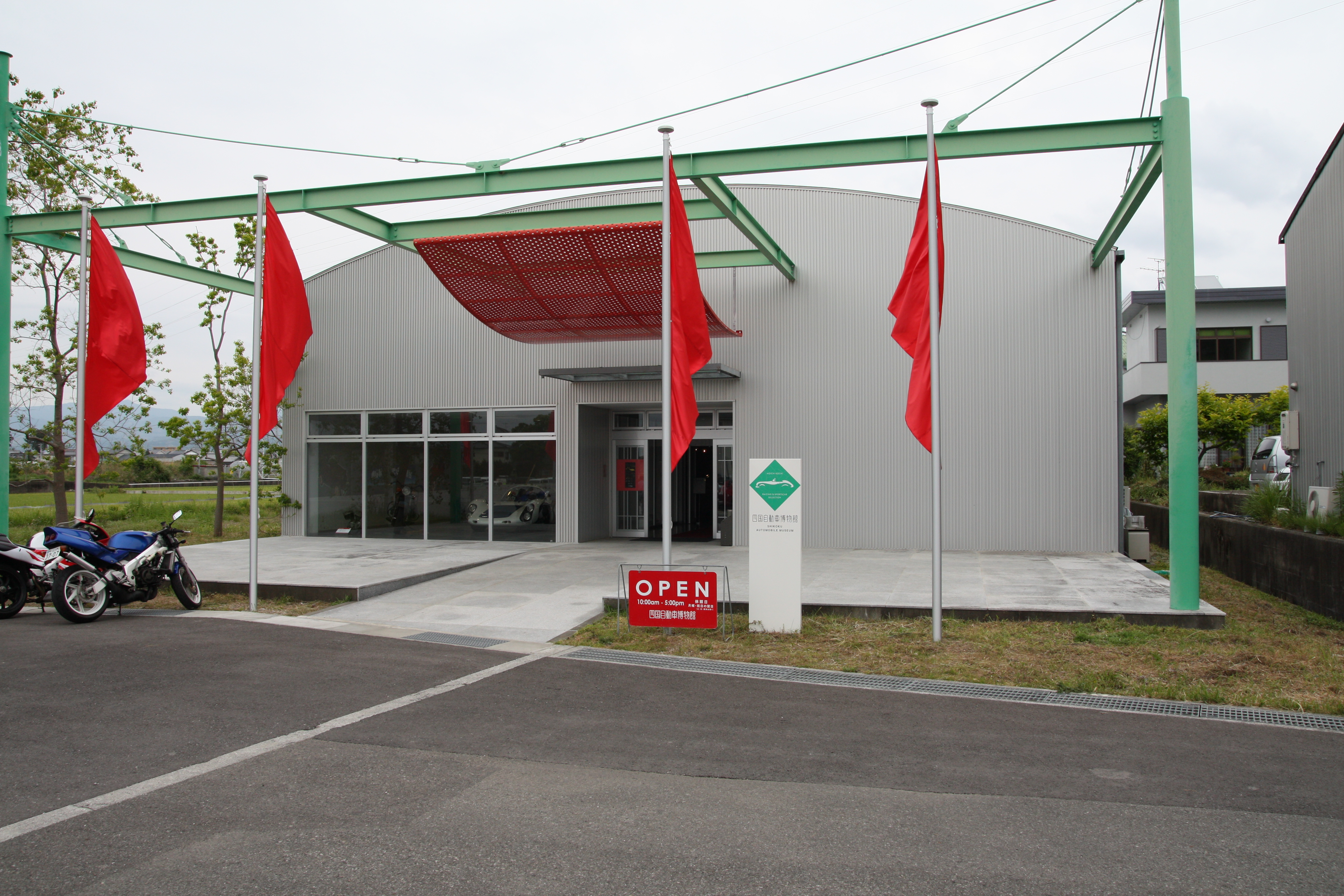
四国自動車博物館
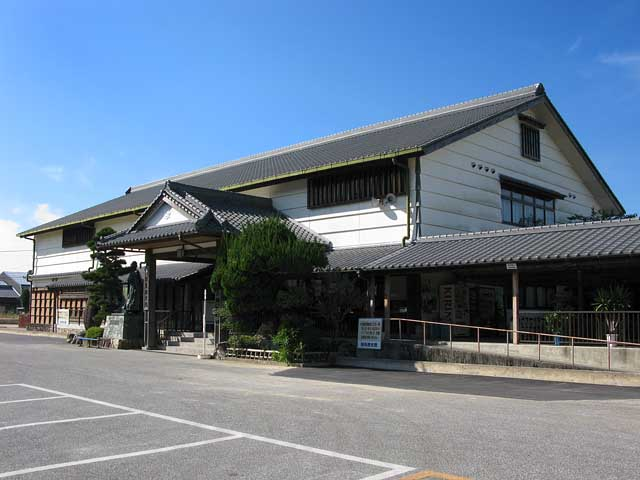
龍馬歴史館

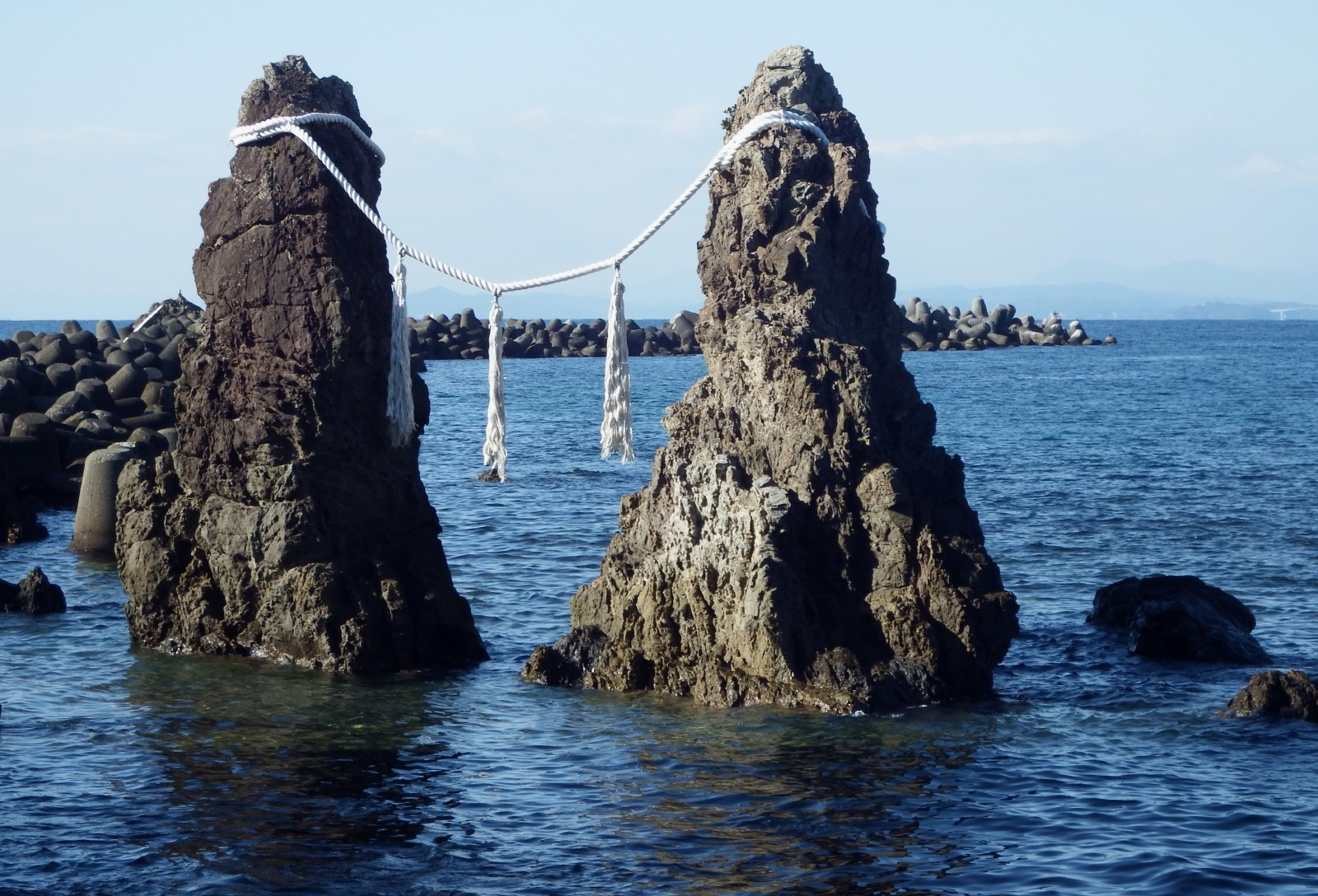
手結の夫婦岩

- 手結の夫婦岩

主な神社仏閣
- 須留田八幡宮
- 大日寺（四国八十八箇所第28番札所）
- 恵日寺（仏像3躯が国の重要文化財）

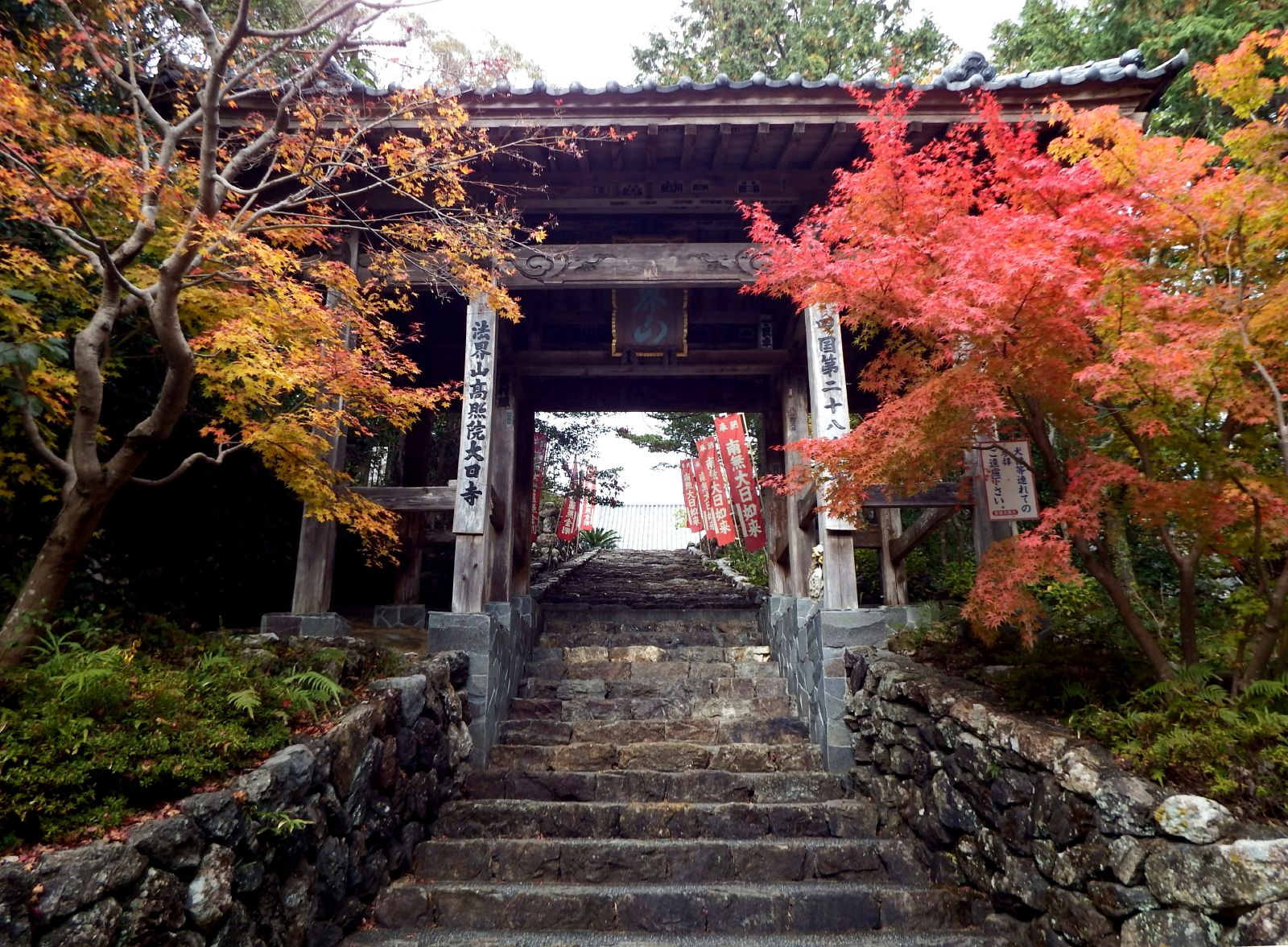
大日寺
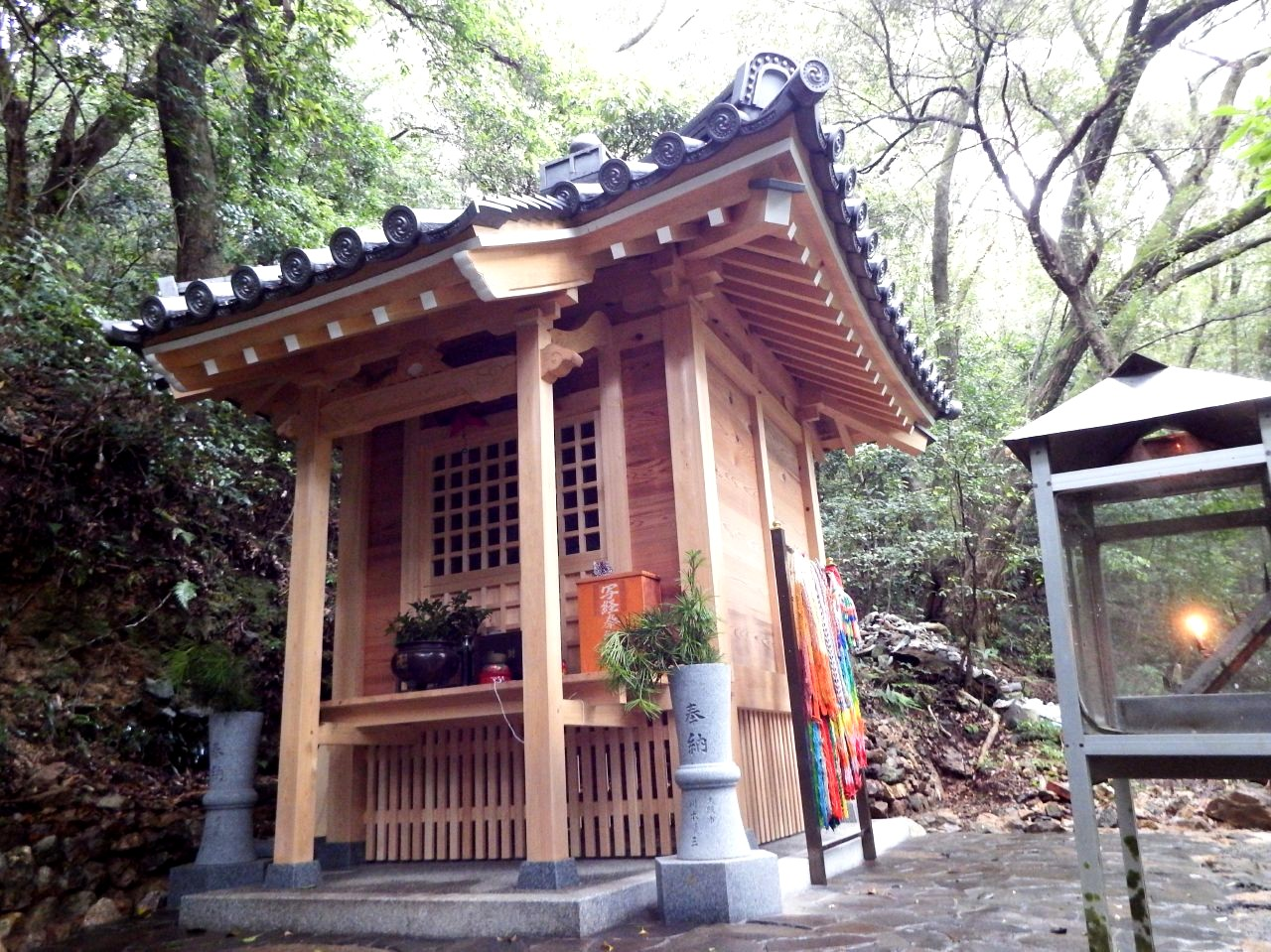
爪彫薬師堂

天然記念物
- 天神の大スギ（国の天然記念物）香我美町上分[10]

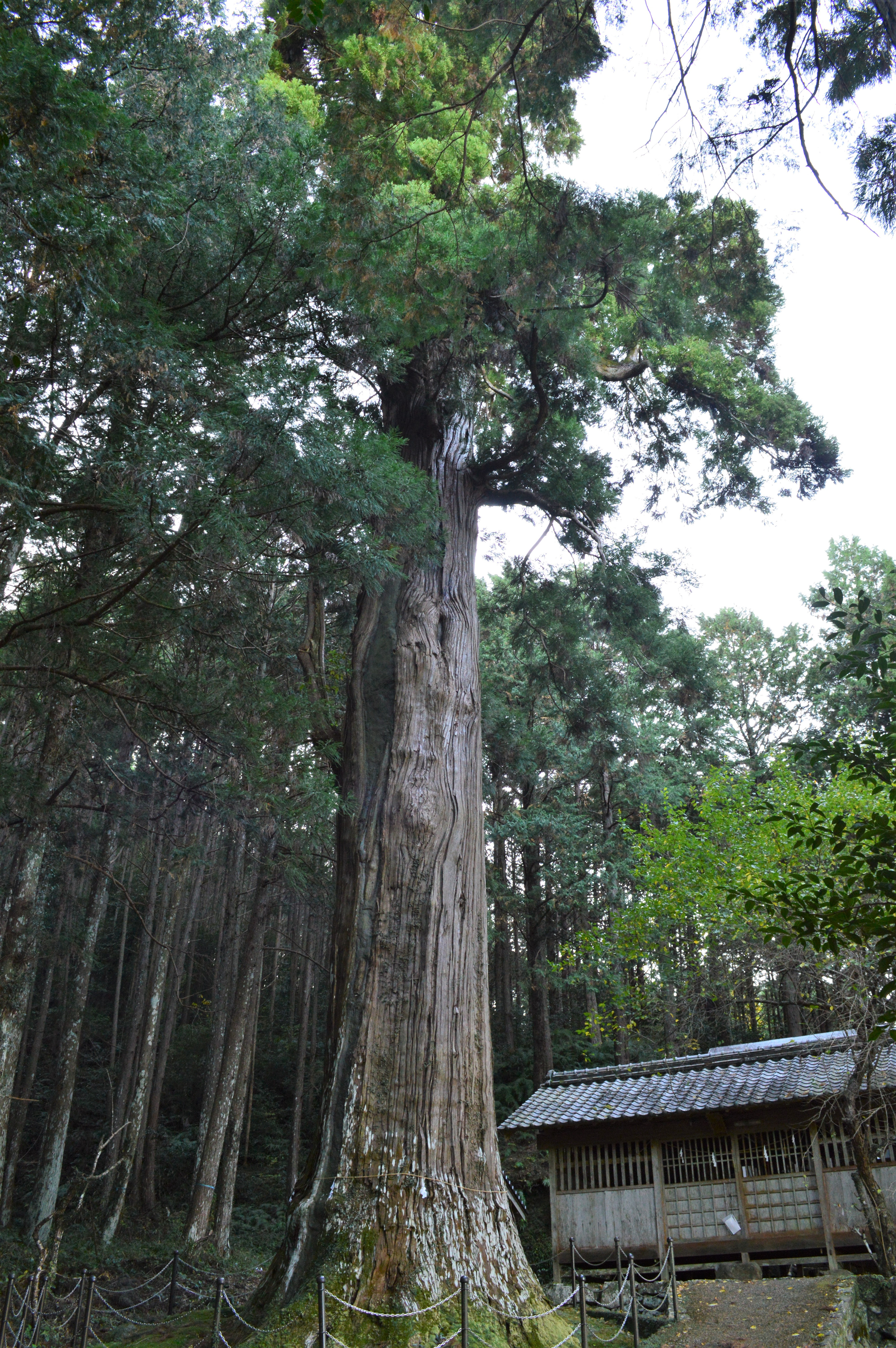
天神の大スギ

文化施設
- 絵金蔵 - 美術館
- 高知県立のいち動物公園
- 四国自動車博物館
- 龍馬歴史館（創造広場アクトランド内）

- 絵金蔵
- 四国自動車博物館
- 龍馬歴史館

## 集落活動センター
- 西川地区集落活動センター[11]
- 岸本地区集落活動センター

## 祭事・催事
主な祭事
- 須留田八幡宮（秋の大祭）

主な催事
- 絵金祭り 毎年7月第3土・日曜日[12]
- どろめ祭り毎年4月[13]

## 著名な出身者
- 萩原三圭 - 明治天皇の内親王の御典医。本初のドイツ留学医学生。
- 青柳裕介 - 漫画家
- 森田正馬 - 精神医学者
- 大石弥太郎 - 土佐勤王党員
- 新宮馬之助 - 海援隊隊士
- 野村長平（無人島長平） - 鳥島での漂流生活から生還した江戸時代の船乗り。
- 29代木村庄之助 - 大相撲立行司
- 初代海山太郎 - 大相撲幕内力士
- 藤田三郎 - 元全国農協中央会会長
- 村田正太 - 梅毒やハンセン病の研究家。墓地公園に村田正太先生顕彰碑がある。
- 清藤真司 - 元香南市長
- 山本晴介 - 無双直伝英信流居合道家
- 岩川美花 - プロボクサー
- 末延道成 - 東京海上火災保険会長
- 黒岩悠 - 中央競馬騎手
- 西内荘 - 装蹄師
- 櫻井つぐみ - レスリング選手